# 光降解

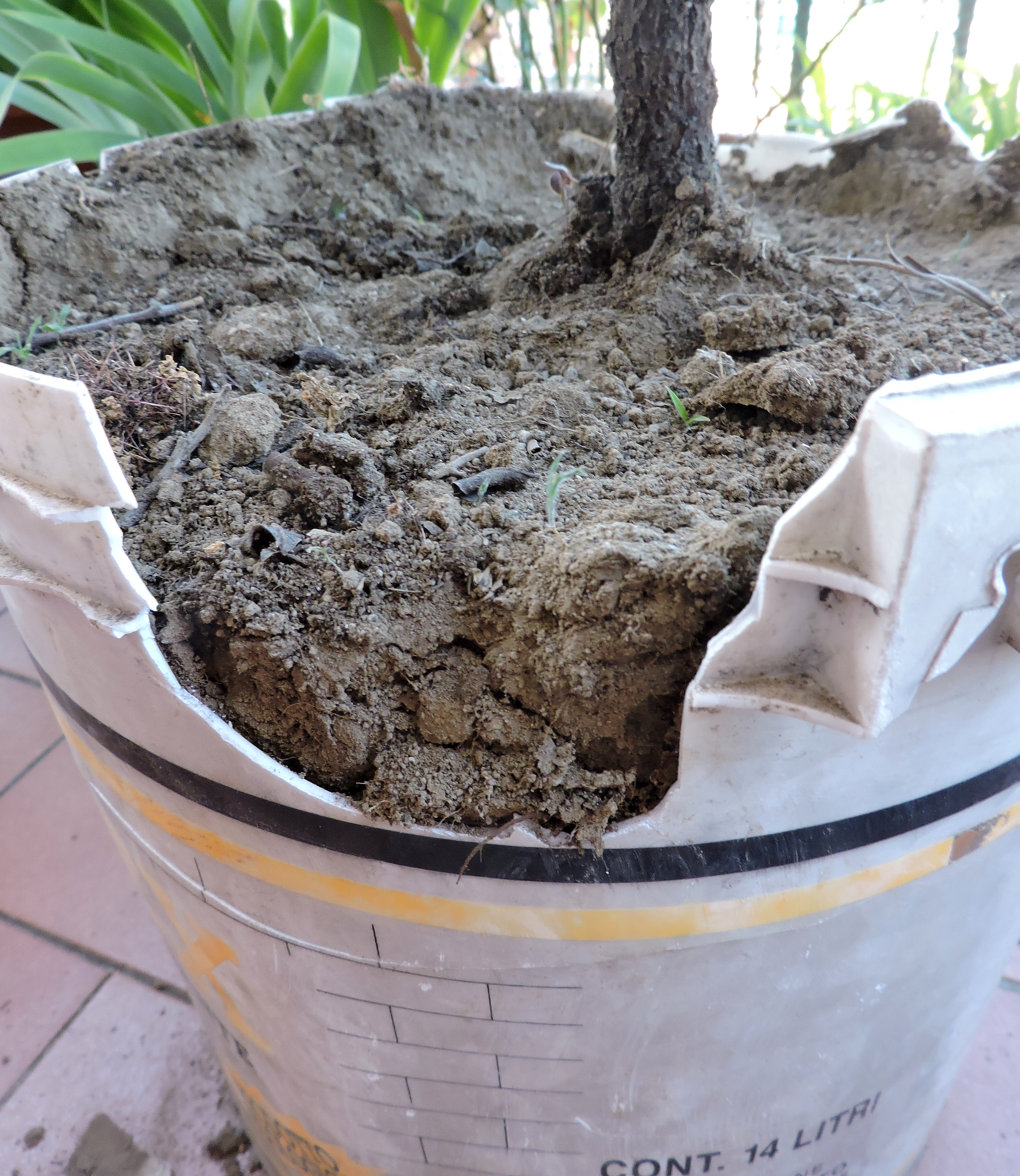
塑料花盆在自然光照射下降解

光降解（Photodegradation）是光对材料结构和性质的改变，通常指材料在阳光和空气的共同作用下氧化和水解。
通常人们会避免材料的光降解，因为它会破坏画作和其他文物。然而，光降解也在一定程度上负责生物质的再矿化、塑料的分解，以及一些消毒技术。 

## 应用

### 杀虫剂和除草剂
农药杀虫剂和除草剂的使用提高了生产效率，同时也造成了污染，人们对农药的光降解进行了研究。
这些杀虫剂在自然光下不易降解，需采用人工方式增强其光降解速率，包括使用光敏剂、光催化剂（例如二氧化钛）以及添加过氧化氢等试剂，这些试剂会攻击农药化学品的羟基自由基使其降解。